# Hélio Varela
Pour les articles homonymes, voir Varela.
Hélio Varela, né le 3 mai 2002 à Almada, est un footballeur international cap-verdien qui joue au poste d'attaquant à La Gantoise.

## Biographie

### Carrière en club
Né à Almada en Portugal, Hélio Varela est formé entre le Cova da Piedade et le Vitória Setúbal, avant de commencer sa carrière en troisième division portugaise avec l'Amora FC.
Passé également par le SU Sintrense dans le même division, il rejoint en juillet 2022 le Portimonense SC, qui joue en championnat du Portugal,.

### Carrière en sélection
En octobre 2023, Varela est convoqué pour la première fois avec l'équipe senior du Cap-Vert. Il honore sa première sélection le 12 octobre 2023, lors d'un match amical contre l'Algérie.